# Comunidad Económica de los Estados de África Central
La Comunidad Económica de los Estados de África Central (CEEAC) es una comunidad económica de África central creada en Libreville, Gabón, en diciembre de 1981. La CEEAC comenzó a ser operativa en 1985 y sus objetivos son promover la cooperación y el desarrollo autosostenido, con particular énfasis en la estabilidad económica y la mejora de los niveles de vida. 
La política de la CEEAC incluye un plan de doce años para eliminar impuestos de aduanas entre los Estados miembros y establecer un arancel externo común; consolidar el libre movimiento de bienes, servicios y personas; mejorar la industria, el transporte y las comunicaciones; la unión de los bancos comerciales y la creación de un fondo de desarrollo. La sede de la CEEAC está en Libreville, Gabón.
Los idiomas oficiales y de trabajo de la Comunidad Económica de los Estados de África Central son: Español, francés y portugués.
Algunos países de la Comunidad Económica de los Estados de África Central (CEEAC) son también miembros de la CEMAC (Comunidad Económica y Monetaria de África Central): Chad, República Centroafricana, Congo Brazzaville, Gabón, Guinea Ecuatorial, Santo Tomé y Príncipe.
La Comunidad Económica de los Estados de África Central (CEEAC) es uno de los pilares de la Comunidad Económica Africana (CEA), pero los contactos oficiales entre ella y la CEEAC aún no se han establecido debido a la inactividad de este último desde 1992.
Los otros pilares son la Comunidad Económica de Estados de África Occidental (CEDEAO), Mercado Común de África Oriental y Austral (COMESA), la Comunidad de Desarrollo de África Austral (SADC) y la Unión del Magreb Árabe (UMA). Además, tiene relaciones con la Unión Africana, NEPAD, el Banco Africano de Desarrollo, la UNECA (Comisión Económica para África de las Naciones Unidas)

## Miembros

### Actualizado 2021
Los once países miembros son: 
- Burundi
- Camerún
- República Centroafricana
- Chad
- República del Congo
- Guinea Ecuatorial
- Gabón
- Ruanda
- Santo Tomé y Príncipe
- República Democrática del Congo
- Angola